# Brûlant secret
Brûlant secret (Brennendes Geheimnis) est la quatrième nouvelle du recueil Erstes Erlebnis (Première expérience en français) écrite par Stefan Zweig, parue en 1911.
Elle paraît seule deux ans plus tard chez le même éditeur Anton Kippenberg. Elle trouve très rapidement son public et reçoit un bon accueil critique. Elle a une certaine reconnaissance d’autres auteurs dont Hermann Hesse.

## Résumé
Un baron, séducteur impatient, décide de séduire une femme d'âge mûr s'occupant de son fils à la santé fragile dans une station des Alpes autrichiennes. Il apprivoise le jeune garçon pour s'attirer la bienveillance de la mère. Quand il prend conscience de la supercherie, le jeune Edgar commence déjà à quitter le temps de l'enfance.

## Structure
Brûlant secret est la plus longue nouvelle du recueil. Divisé en quinze chapitres, le récit correspond selon Gérard Rudent et Brigitte Vergne-Cain à « la plus longue et la plus construite [nouvelle du recueil], si l'on entend par là une structure linéaire, et non baroque »

### Titres des chapitres
1. Le Partenaire
2. Une amitié rapide
3. Trio
4. L'Attaque
5. Les Éléphants
6. Escarmouches
7. Brûlant secret
8. Silence
9. Les Menteurs
10. Traces au clair de lune
11. L'Embuscade
12. Orage
13. Début de raison
14. Obscurité troublante
15. Le Dernier Rêve

## Histoire éditoriale
Ce récit est la quatrième nouvelle du recueil Erstes Erlebnis (Première expérience en français) paru en 1911. Elle paraît seule deux ans plus tard chez le même éditeur Anton Kippenberg (Insel-Bucherei no 122). En 1926 le recueil est le premier d'une série de trois volumes intitulée Die Kette, fin Novellenkreis (La Chaîne. Un cycle de nouvelles en français). Avant son interdiction par les nazis, l'ouvrage se vend à 140 000 exemplaires. Il est réimprimé en 1954 dans un nouveau recueil auquel il fournit son titre (Brennendes Geheimnis, Frankfurt-am-Main, Fisher Verlan).

En France le récit paraît en 1938 traduit par Alzir Hella aux éditions Grasset dans un recueil portant le même titre et comprenant aussi Conte crépusculaire, La Nuit fantastique et Les Deux jumelles (réédité en 1986). Romain Rolland déplore le choix d'un nouvel agencement du recueil, regrettant en tant qu'« artiste » que « l'on n'ait pas conservé la composition originale ». Il ajoute : 
« On peut avancer, sans trop de risques de se tromper, que cette préoccupation sourde, ce besoin à la fois voluptueux et angoissé est la raison essentielle du choix qui préside au groupement de ses livres les plus importants d'essais ou de nouvelles ».
Aujourd'hui la nouvelle est publiée seule aux éditions Grasset, Gallimard, Le Livre de poche et dans le premier tome des romans et nouvelles de l'auteur dans la collection Pochothèque du Livre de poche.

## Adaptation
L'adaptation filmique britannico-allemand Brûlant Secret (Burning Secret) réalisée par Andrew Birkin sort en salles en 1989. Il obtient le prix du jury jeune du festival de Bruxelles la même année et le prix spécial du jury pour David Eberts au Festival de Venise.

## Interprétation
Catherine Delattre dans son article Psychopathologie et perversions esthétisées dans l'écriture zweigienne imagine l'auteur « en costume de bourreau d'enfants » à propos de Brûlant secret pour souligner à quel point l'auteur « assouvit ses pulsions agressives » et « exerce sa domination » sur les plus faibles (les femmes et les enfants). Elle relève aussi le désir d'être vu sans se montrer dans toute l’œuvre. Le sentiment de détresse du jeune Edgar est palpable tout au long de la nouvelle : d'abord rejeté par le monde des adultes, fasciné par ce baron qui enfin s'intéresse à lui, et à nouveau rejeté de la sphère intime se créant entre le baron et sa mère. Ce sentiment de trahison très fort le mènera à jouer un double jeu, épiant les faits et gestes des adultes tout en feignant de ne plus s'y intéresser. La scène dans laquelle il suit les deux autres protagonistes dans la forêt relève de ce fantasme d'intrusion relevé par Catherine Delattre.
Caroline Anthérieu-Yagbasan signale quant à elle l'importance de la crise identitaire dans les nouvelles de l'auteur : la crise existentielle vécue par le personnage est en même temps une prise de conscience de soi-même, une intensification du sentiment de soi vécu par le personnage. De la sorte, elle participe, tant sur le plan esthétique que narratif, à la transformation du héros en individu.
En effet le personnage Edgar finira par prendre la fuite, prenant le train pour aller chez sa grand-mère. Ce voyage désespéré lui fera prendre conscience du caractère éphémère de l'enfance et de son prix. La nouvelle se clôt sur un sentiment d'individuation et d'inéluctable : Edgar sait qu'il a perdu son innocence, mais il revient avec soulagement à sa condition d'enfant.
La description de l’évolution psychologique d’Edgar et la peinture détaillée de ses sentiments alors qu’il entre dans le monde des adultes sont nouvelles pour l’époque. Elles s’inscrivent dans le contexte viennois de Sigmund Freud et Arthur Schnitzler. La lutte du jeune garçon dans un monde d’adultes avec des règles différentes peut s’interpréter comme la métaphore de la fin de siècle et l'avènement d'un siècle nouveau à la veille de la Première Guerre mondiale même si rien dans la nouvelle ou le film ne fasse aucune allusion à une tension sociétale ou politique et encore moins historique .